# Reggiane Re.2005
Le Reggiane Re.2005 Sagittario (archer, en italien) était un chasseur-bombardier monoplan italien construit pour la Regia Aeronautica à la fin de la Seconde Guerre mondiale. Avec le Macchi C.205 et le Fiat G.55/56, le Reggiane Re.2005 était l'un des trois chasseurs de "série 5" construits autour du Daimler-Benz DB 605. Seuls 48 exemplaires ont été construits.

## Conception et développement
Le Reggiane 2005 fut le dernier avion de la lignée des Reggiane à être construit au cours de la Seconde Guerre mondiale. Le projet, qui débuta en 1941, fut mené par une équipe dirigée par Roberto Longhi, et qui comptait des designers comme Alessio, Maraschini, Toniolo et Pozzi. Les travaux préparatoires furent terminés avant la fin de l'année, en dépit du fait qu'il s'agisse d'un nouveau projet, et non d'une simple modernisation d'un appareil existant, comme le Reggiane Re.2002. Le moteur DB 605 n'avait toujours pas été livré lorsque la première cellule fut terminée en février 1942.
L'appareil qui en résulta fut non seulement considéré comme l'un des meilleurs avions italiens de la guerre, mais aussi comme l'un des plus beaux, si ce n'est le plus beau. Ses ailes semi-elliptiques, son long nez et ses larges gouvernes étaient distinctifs de ce chasseur petit et agile.
Le prototype MM.494 fit son premier vol le 9 mai 1942. Le lendemain, un atterrissage brutal provoqua des dommages sérieux au train d'atterrissage, ce qui l'empêcha de voler de nouveau avant juin (le MM.494 fut encore endommagé à deux reprises durant les essais). Ce prototype avait pour armement quatre mitrailleuses Breda-SAFAT de 12,7 mm et un canon Mauser MG 151 de 20 mm. L'avion fut d'abord utilisé pour les essais, puis pour la défense aérienne de Naples.
Après une rude concurrence au cours de laquelle le C.205N fut rapidement abandonné et le G.55 considéré comme légèrement moins bon mais à peine meilleur, 750 appareils furent commandés par la Regia Aeronautica.
Le Re.2005 était considéré comme inférieur au C.205N, mais très proche du G.55, quoi-qu’étant doté de meilleures performances à haute altitude. En décembre 1942, la commission d'évaluation présidée par le général Sandrelli et chargée de désigner un nouveau chasseur pur conclut que, pour des raisons de logistique et de facilité de production, il conviendrait de limiter à deux le nombre de modèles à adopter et que l'appareil à éliminer devrait être le Re.2005. Néanmoins, la même commission, prenant acte du caractère partiel et lacunaire des tests comparatifs, refusa de trancher clairement et estima finalement que le Re.2005 pourrait avantageusement remplacer le Re.2002 comme chasseur-bombardier.

## Conception technique
Le Re.2005 était un monoplan à aile basse, monoplace et monomoteur en alliages légers. La propulsion était assurée par un moteur Daimler Benz DB 605A-1 de 1475 ch, de construction allemande ou construit sous licence par Fiat, sous la dénomination Fiat RA 1050 RC 58 Tifone (typhon) et une hélice métallique tripale Piaggio P2001 à vitesse constante et à pas variable contrôlé mécaniquement. Le fuselage, profilé mais minuscule, était presque entièrement occupé par le moteur DB 605, ce qui ne permettait pas d'emporter une grande quantité de carburant. De même, le canon MG 151/20 monté dans le fuselage avait moins de munitions que ceux montés dans les ailes (150 obus, contre 170 dans les canons d'ailes à partir du deuxième prototype). Le Fiat G.55 de conception comparable avait non seulement 250 obus pour le canon monté dans le fuselage, mais aussi 600 coups pour les mitrailleuses de 12,7 mm du fuselage. Le Re.2005 avait toutefois 100 cartouches de plus pour les mitrailleuses du fuselage, mais son armement demeurait plus léger.
Le fuselage arrière était inhabituellement fin, même selon les standards italiens. Il contenait l'équipement radio et les bouteilles d'oxygène, et soutenait le large plan vertical arrière, qui contrastait nettement. La verrière qui couvrait le cockpit basculait vers la droite pour permettre l'accès, et le pare-brise était en verre blindé de 50 mm. Les autres mesures de protection comptaient un siège blindé au moyen d'une plaque d'acier de 8 mm d'épaisseur pesant 40 kg. Son efficacité générale ne sortait pas du commun selon les standards de 1942, et ne procurait qu'une faible protection contre les balles de 12,7 mm, capables de percer des épaisseurs de 25 mm à courte portée. L'acier laminé employé était toutefois plus résistant qu'un acier homogène, ce qui améliorait la résistance générale. Étant donné le poids du blindage d'acier, diverses tentatives ont été faites pour rendre plus solide l'alliage d'acier employé. Un appuie-tête était solidaire de la sixième cloison.
L'aile, de conception sophistiquée et souvent décrite comme elliptique, était en fait semi-elliptique, avec une finesse allant de 8 % à 15 %. Les trois longerons avaient une section en T. Les surfaces de contrôle étaient principalement entoilées, et comprenaient des volets métalliques en deux parties ainsi que des ailerons équilibrés par inertie. Le carburant était chargé dans quatre réservoirs auto-obturants placés dans les ailes, deux dans la partie avant et deux dans la partie arrière. Leur capacité totale était de 525 litres de carburant. Le train d'atterrissage avant était à voie large à rétraction électrique vers l'extérieur, et la roulette arrière était entièrement rétractable.
C'était l'un des chasseurs italiens les plus modernes, mais il avait acquis la réputation d'être trop complexe pour l'industrie italienne, et aussi l'un des avions les plus coûteux à produire, si ce n'est le plus coûteux. Ses dimensions réduites et sa complexité ont conduit à penser que le Fiat G.55 était un meilleur choix pour une production massive.

## Histoire opérationnelle
Après les vols d'évaluation à Guidonia, le prototype MM.494 fut envoyé à Naples pour défendre la ville contre les raids de B-24. D'autres appareils arrivèrent alors dans la même escadrille, la 362ima Squadriglia. Au cours des semaines suivantes, cette escadrille fut plus efficace que celles composées de Macchi M.C.202, revendiquant la destruction de nombreux B-24 pour la perte de deux Re.2005. L'as italien Vittorio Minguzzi, qui avait suivi les essais et les premiers combats de l'appareil le 2 avril 1943, fut impressionné par celui-ci. Il écrivit :

« L'appareil est dans des conditions de vol idéales entre 7 000 et 7 500 mètres d'altitude, et peut pratiquer des attaques répétées sur les bombardiers lourds américains dans toutes les positions et de toutes les directions... Je peux de plus dire que la vitesse et la maniabilité sont excellentes même à 7000 mètres, et que, comparé au Macchi 202, le Saggitario réalisait deux attaques dans le temps nécessaire au Macchi MC.202 pour en faire une seule. »

Les pilotes de Reggiane Re.2005 revendiquèrent un total de sept B-24 détruits et de nombreux autres endommagés le 25 juin 1943. Néanmoins, les pertes revendiquées correspondent rarement aux pertes réelles (on le voit par exemple lors de la bataille de Capo Pula du 2 août, lorsque les Macchi C.205 revendiquèrent la destruction de 12 P-38, alors que l'USAAF ne déplora aucune perte). Au moins un Reggiane, le MM.092343 du lieutenant Moresi, fut aussi abattu.
Le 2 juillet 1943, la 362ima Squadriglia fut envoyée en Sicile pour prévenir l'invasion imminente, et fut engagée dans des combats contre des Spitfires, revendiquant cinq victoires pour la période du 11 au 14 juillet (deux d'entre eux furent confirmés : un Spitfire de reconnaissance, et le second lors d'un mitraillage sur le terrain de Comiso). Les Spitfire étaient des adversaires coriaces, même si la plupart n'étaient que des Mk.V, et deux Reggiane furent aussi abattus le 11 juillet, et les autres détruits au sol par des mitraillages ou des bombardements. Seuls deux appareils regagnèrent la Sicile. Un Reggiane Re.2005 fut capturé par l'USAAF et envoyé aux États-Unis (on perdit la trace de cet appareil pendant l'après-guerre). Tandis que les appareils allemands et japonais capturés étaient étudiés et testés en profondeur, les quelques appareils italiens tombés entre les mains de l'USAAF ne furent jamais essayés, ce qui explique le manque de sources quant aux performances de ces appareils.
Dans le même temps, dix autres avions rejoignirent la 362ima Squadriglia, mais lorsque l'un d'entre eux fut endommagé lors d'un piqué accentué le 21 août 1943, quelques motifs d'inquiétude apparurent. Le 25 août, l'appareil immatriculé MM.092356 fut perdu en raison d'un piqué, et les vols suivants furent suspendus. On découvrit qu'au-delà de 660 km/h, toute manœuvre avait un effet négatif sur les commandes de la queue, ce qui pouvait causer des dégâts au fuselage du fait des vibrations produites. Les pilotes se virent donc interdire d'atteindre des vitesses excessivement élevées, et une vitesse maximale absolue de 800 km/h fut imposée aux appareils. Les opérations aériennes furent de toute façon suspendues peu après du fait de l'armistice. Toutefois, durant les essais de juillet 1943, le commandant de Prato atteint aux commandes d'un Reggiane Re.2005 la vitesse de 980 km/h lors d'un piqué, sans subir de perte de contrôle ni de vibrations.
Les moteurs Fiat R.A. 1050 Tifone, une version du DB 605 construite sous licence, voyaient leur vitesse de rotation passer de 2 800 à 2 650 tr/min, et la puissance passait donc aussi de 1 475 à 1 350 ch. Le prototype MM.394, équipé d'un DB 605, put atteindre la vitesse de 678 km/h au vol de niveau de 2 000 m après piqué. Le Reggiane avait une bonne maniabilité en combat tournoyant et, selon le général Minguzzi, qui vola sur Spitfire et sur Reggiane Re.2005, le Reggiane était supérieur au Spitfire pour les virages serrés et la maniabilité.
Un rapport de combat daté du 11 juillet 1943 semble toutefois contredire le constat de Minguzzi : avec d'autres pilotes italiens, le Reggiane Re.2005 d'Eugenio Salvi rencontra un groupe de Spitfire au-dessus de la Sicile. Un Spitfire Mk.V se plaça dans la queue du Reggiane de Salvi. Ce dernier employa alors toutes les techniques possibles pour s'en débarrasser, avec des piqués, des virages serrés, des montées en chandelle, mais le Spitfire suivit chaque mouvement, et ouvrit le feu. le Reggiane 2005 de Salvi fut touché à maintes reprises, et Salvi pensait qu'il allait être tué, lorsque le Sptifire disparut, peut-être à court de munitions.
À la capitulation de l'Italie, le 8 septembre 1943, environ 13 Reggiane 2005 furent saisis par l'Allemagne et utilisés par la Luftwaffe. Bien qu'ils furent employés pour des missions de guerre au-dessus de Prague et de Berlin, il n'existe aucune information concernant leur sort. Deux autres appareils furent sabotés par leurs pilotes pour éviter qu'ils ne tombent aux mains des Allemands. D'autres furent conservés en Italie pour l'entraînement des pilotes, et la Suède, qui produisait déjà sous licence le DB 605, montra un certain intérêt pour le Reggiane Re.2005, mais la commande de 50 cellules ne fut jamais menée à son terme.
Utilisateurs :
- Italie : Regia Aeronautica
- Allemagne : Luftwaffe
- République sociale italienne : Aeronautica Nazionale Repubblicana

## Projets et développements
Un prototype du successeur du Reggiane Re.2005, le Re.2006, entamé en septembre 1943, fut presque terminé mais ne vola jamais. Il était prévu qu'il utilise le moteur DB 603 de 1 750 ch, et il devait avoir une vitesse maximale de 740 km/h. Seul le Fiat G.56 vola avec ce moteur. D'autres projets, comme une version à double fuselage ou comme le Reggiane Re.2005R furent envisagées mais jamais réalisées. Le Re.2005R devait être un appareil hybride, avec un turboréacteur Campini (en) à post-combustion dans la queue. La vitesse maximale aurait pu passer à 750 km/h, mais la consommation de carburant aurait atteint les 1 000 l/h, c'est-à-dire quatre fois la consommation normale du Re.2005 pleins gaz. Ce projet, bien qu'intéressant, n'a jamais été envisagé comme une alternative sérieuse au Re.2006.
Il est souvent fait mention du Re.2007, un projet d'avion à réaction capable de performances similaires à celles du F-86 Sabre. Il a semblé que cette ébauche ait été envisagée avant la fin de la guerre, selon des documents découverts dans les années 1960. Il s'est révélé que le projet était entièrement faux, et que Longhi a rangé ces documents parmi les archives de Reggiane au cours des années 1960. Le vrai projet de Reggiane Re.2007 était une version modifiée du Re.2006 avec un nouveau fuselage prévu pour accueillir un moteur en étoile et qui avait une surface vitrée plus importante.